# Simone Cantoni
Simone Cantoni (Muggio, 2 settembre 1739 – Gorgonzola, 3 marzo 1818) è stato un architetto svizzero-italiano. Detto Cantòn Grigo, fu uno dei maggiori architetti neoclassici in Italia, erede della tradizione dei magistri cumacini. Per circa mezzo secolo svolse un'attività quasi frenetica, lasciando innumerevoli testimonianze, particolarmente a Milano, Gorgonzola, Bergamo, Como e in Brianza.

## Biografia
La famiglia di Simone Cantoni era originaria del comune svizzero di Caneggio, nella Valle di Muggio presso Mendrisio. Da qui e dalle valli attigue, giunsero, nei secoli, notevolissimi artisti e decoratori (da Anselmo e Bonino da Campione, giù sino al Carlo Maderno, al Borromini e molti altri), tutti espressione di una lunghissima tradizione artistica che risaliva alla tradizione dei magistri cumacini. Di Muggio era sua moglie, Giuseppa Fontana, sua nipote: circostanza, forse, causa della morte dei tre figli, che morirono tutti in tenera età. Simone, in particolare, era figlio di Anna Maria Gianazzi e di Pietro Cantoni, capomastro e costruttore, che, da architetto militare al servizio della Repubblica di Genova, progettò varie fortificazioni tra cui il Forte di Santa Tecla.

### La prima formazione genovese
Qui Pietro venne raggiunto dai due figli, molto giovani, Gaetano (che sarebbe stato ricordato come insigne architetto civico di Genova) e, nel 1753 a 14 anni, Simone. Proprio a Genova il padre gli dette i primi insegnamenti, facendolo esercitare nel disegno e nelle attività di cantiere, tanto da farne un capomastro. A Genova Simone ebbe, sicuramente, modo di conoscere assai bene le architetture del tardo manierismo (ad esempio le opere dell'Alessi e, in generale, i palazzi della Strada Nuova).

### Il perfezionamento a Roma e Parma
Nel 1764, a 25 anni, compì un viaggio di istruzione a Roma, dove fu, forse, accolto nella bottega di Luigi Vanvitelli (l'architetto della Reggia di Caserta) e prese parte alle visite archeologiche di Pompei, sotto la guida del napoletano Francesco Lavega. Nel 1767 venne ammesso alla celebre Accademia di Belle Arti di Parma. Qui subì la forte influenza del Petitot, sin dal 1753 responsabile della docenza di architettura all'Accademia, che gli trasmise una duratura ammirazione per l'architettura neoclassica francese.

### Prima permanenza a Milano

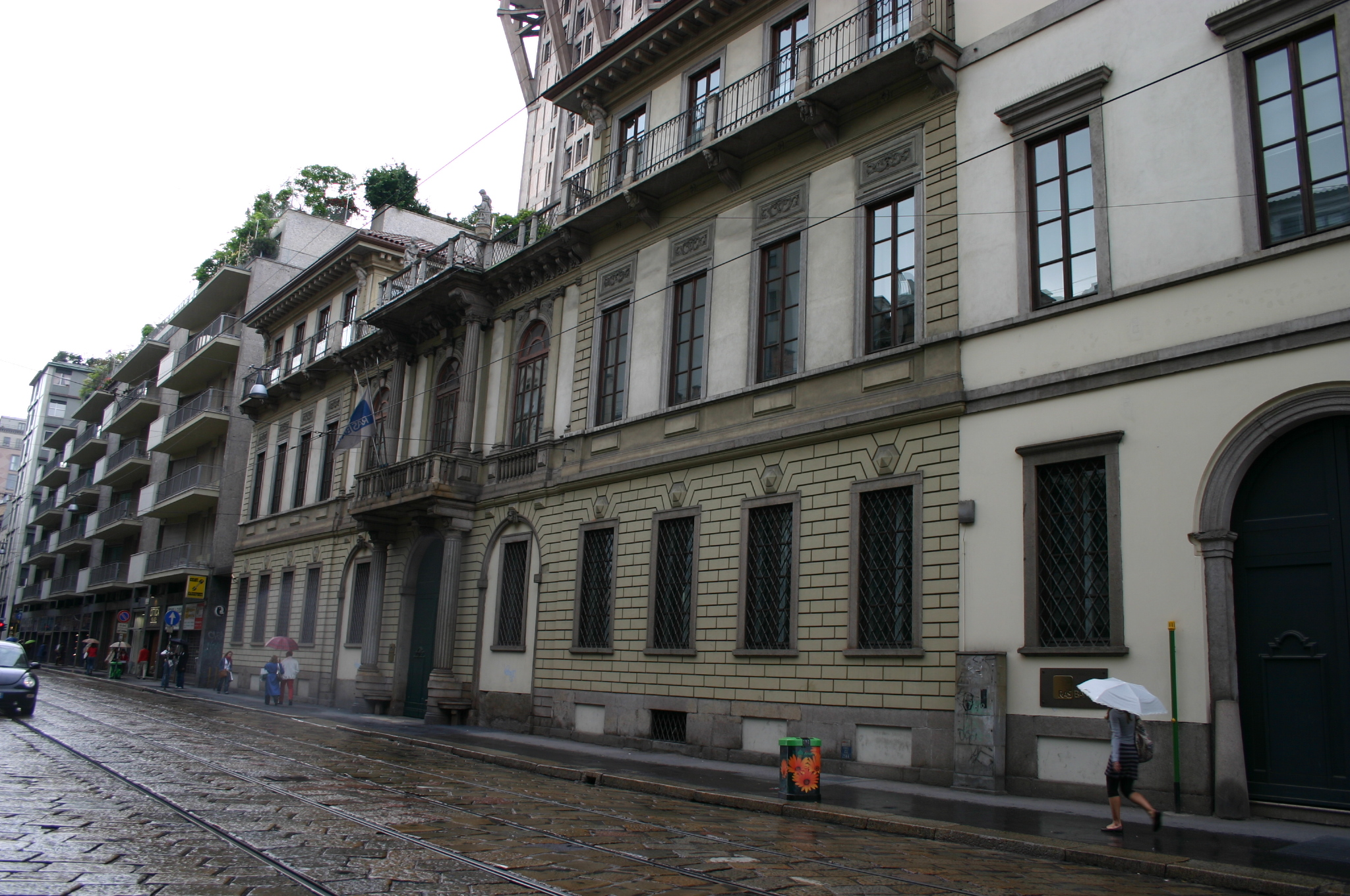
Palazzo Mellerio a Milano.

Nel 1768, terminati gli studi, si recò a Milano, dove non ottenne commissioni pubbliche (ancora monopolizzate dal Piermarini). Si concentrò, quindi, su commissioni private, presso alcune delle ricche famiglie nobili della città. Il suo primo progetto realizzato fu la facciata del Palazzo Mellerio, sul corso di Porta Romana (1772-1774), ben accolto dalla critica ufficiale. Altri e numerosi incarichi ricevette presso le famiglie più importanti milanesi, comasche e bergamasche: ad esempio i Trivulzio, i Borromeo, i Pezzoli, i Perego, i Giovio, i Terzi. Ma il suo intervento più importante è rappresentato dal fondamentale Palazzo Serbelloni (1775) in Corso di Porta Venezia (allora Porta Orientale), ove i riferimenti al neoclassicismo francese si unirono a cospicue citazioni del manierismo italiano del tardo XVI secolo. L'opera gli consentì di confermare la fiducia del marchese Gian Galeazzo Serbelloni, il quale gli affidò, a Gorgonzola, il vecchio feudo della famiglia, il rifacimento del cimitero (1775-1776).

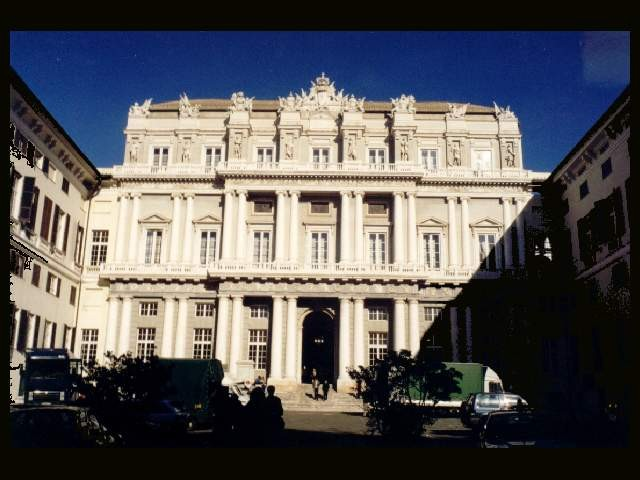
Palazzo Ducale.

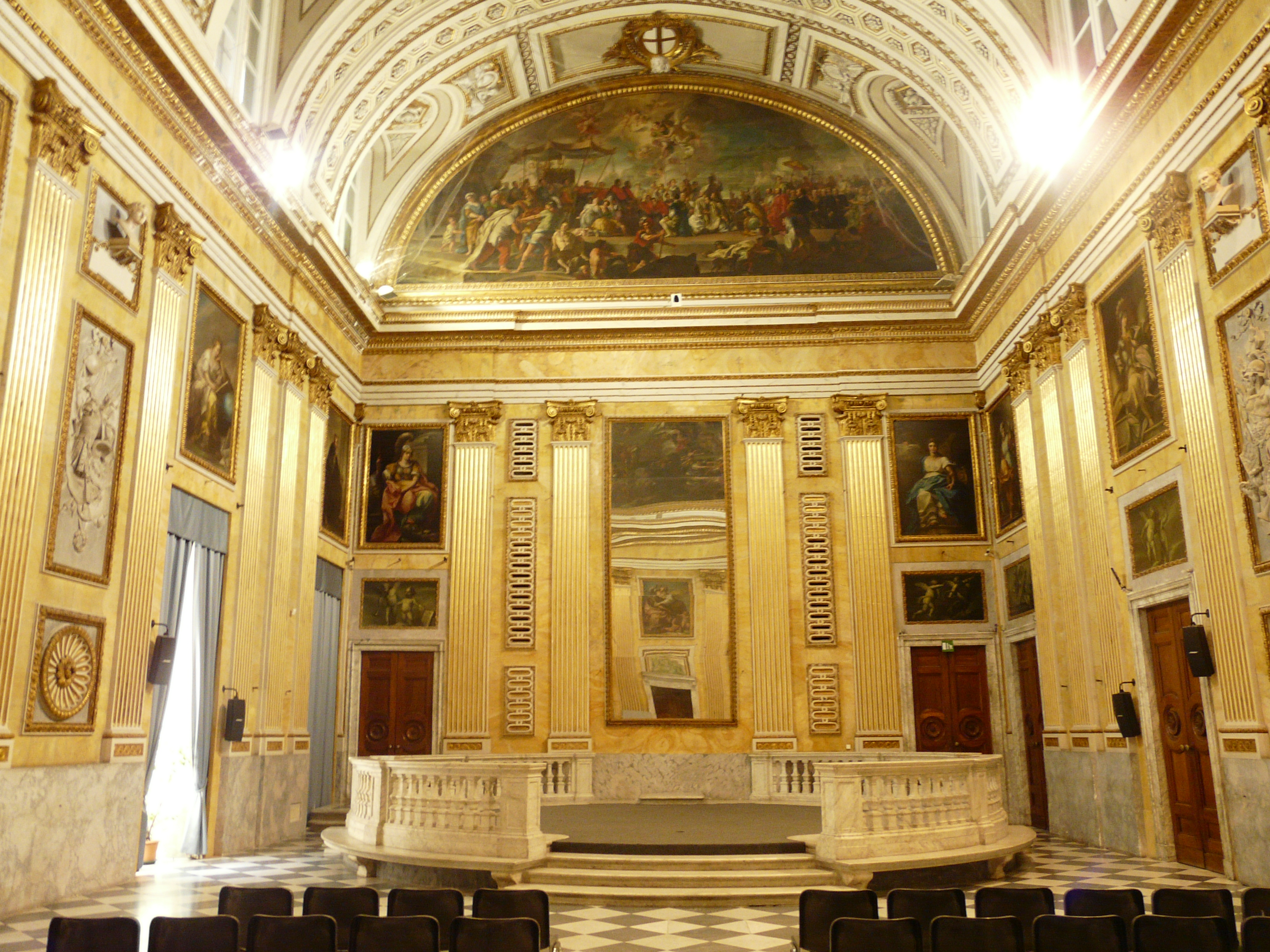
La sala del Minor Consiglio

### Una grande commessa a Genova
Nel frattempo, auspice il padre rimasto a Genova, Simone partecipò al concorso per la ricostruzione del Palazzo Ducale (nell'ambito dei lavori di ricostruzione, seguiti al grande incendio del 1777). Il successo milanese gli consentì di ottenere, finalmente, la rilevante commessa pubblica: fra il 1778 e l'83 fu impegnato nella ricostruzione della facciata, dei saloni e del Piccolo Teatro. Per la sua fama venne qui nominato Accademico all'Accademia Ligustica di Belle Arti. Ed è stata questa l'unica sua opera lasciata fuori della Lombardia.

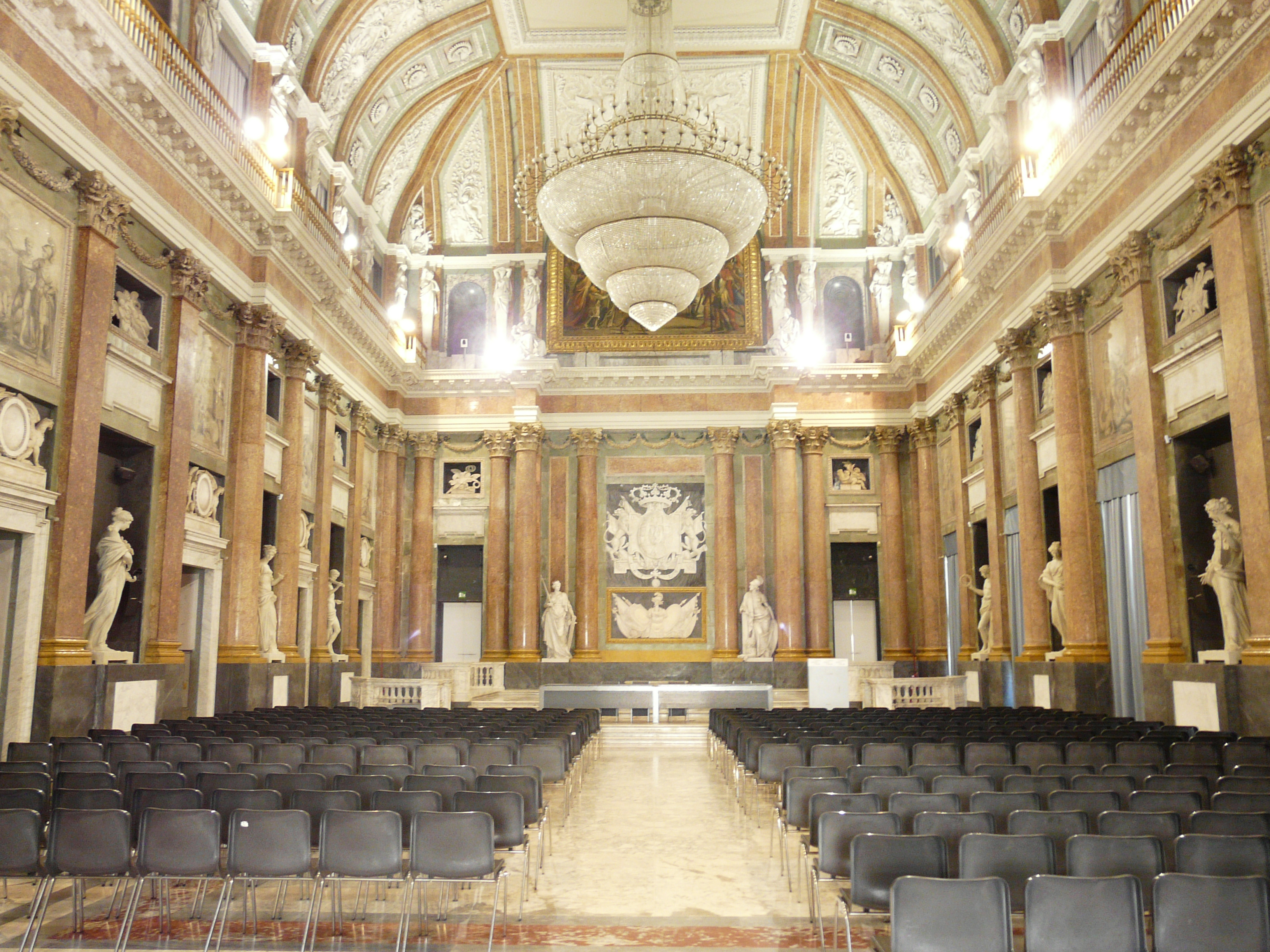
La sala del Maggior Consiglio

### Ritorno in Lombardia
Ormai celebre, ricevette notevoli commissioni, specie per nuovi edifici religiosi, in particolare nel triangolo Milano-Como-Bergamo e nel Canton Ticino. In particolare, si ricordano a Vimercate la chiesa di San Michele (frazione di Oreno) e la riforma neoclassica della notevole seicentesca Villa Gallarati Scotti; a Oreno di Vimercate la chiesa di Sant'Ambrogio e Simpliciano e l'oratorio di Villa Beldosso (frazione di Agliate); a Inverigo la villa Perego; a Canzo la villa del conte Meda; a Villa Guardia (Mosino) la villa del conte Mugiasca, poi dei conti Greppi; a Cavenago Brianza la villa dei principi Rasini; a Lesmo la villa del conte Mellerio (il suo primo, storico, committente), la Chiesa dei Santi Vito e Modesto a Lomazzo, la chiesa dedicata a Santa Maria Annunciata a Ponte Lambro. Nel Canton Ticino si ricordano la Chiesa di San Giovanni Evangelista a Morbio Superiore, la Chiesa di San Michele a Sagno, la Chiesa di San Salvatore a Cabbio, la Chiesa di San Siro a Bruzella.

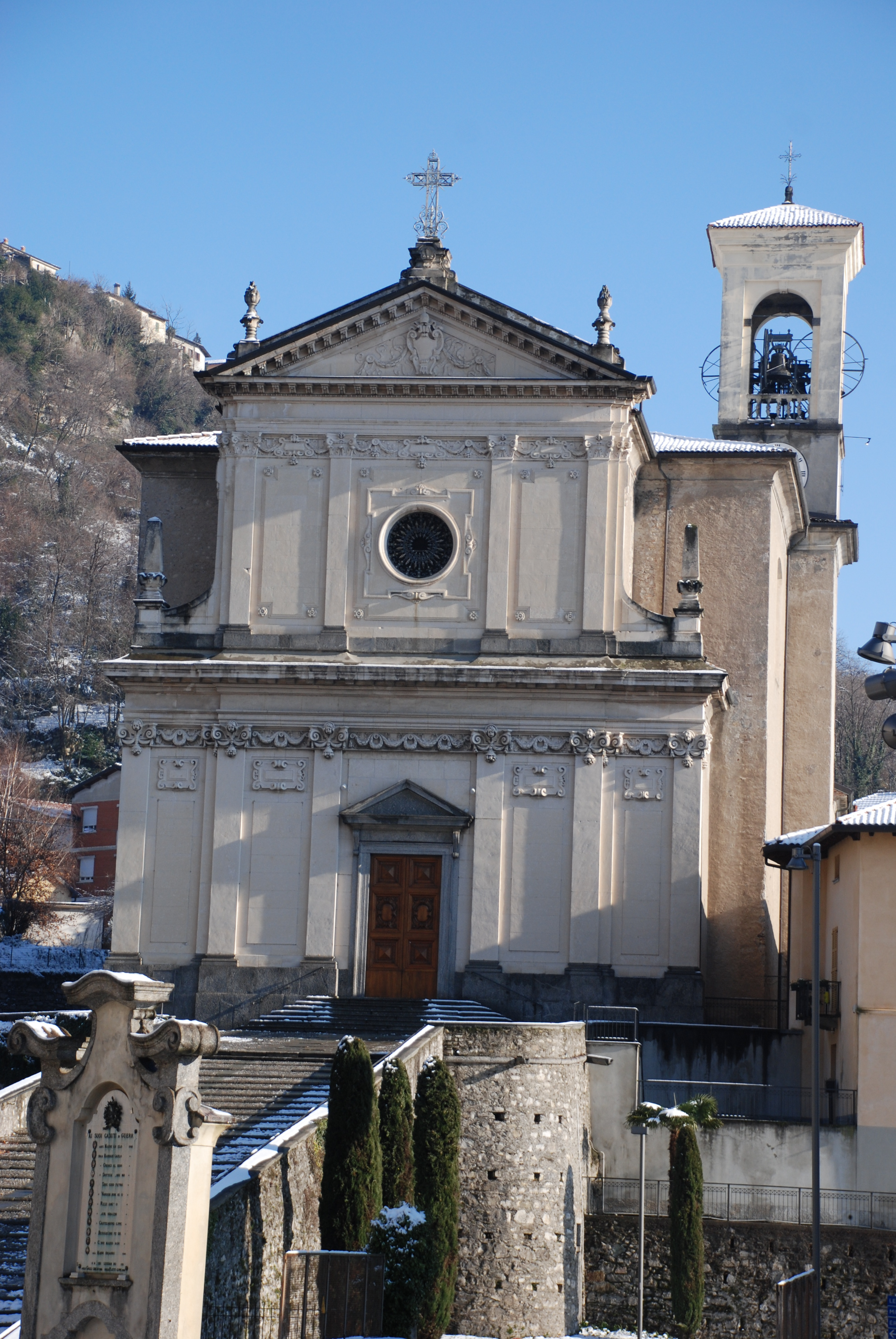
Ponte Lambro: chiesa di Santissima Maria Annunciata
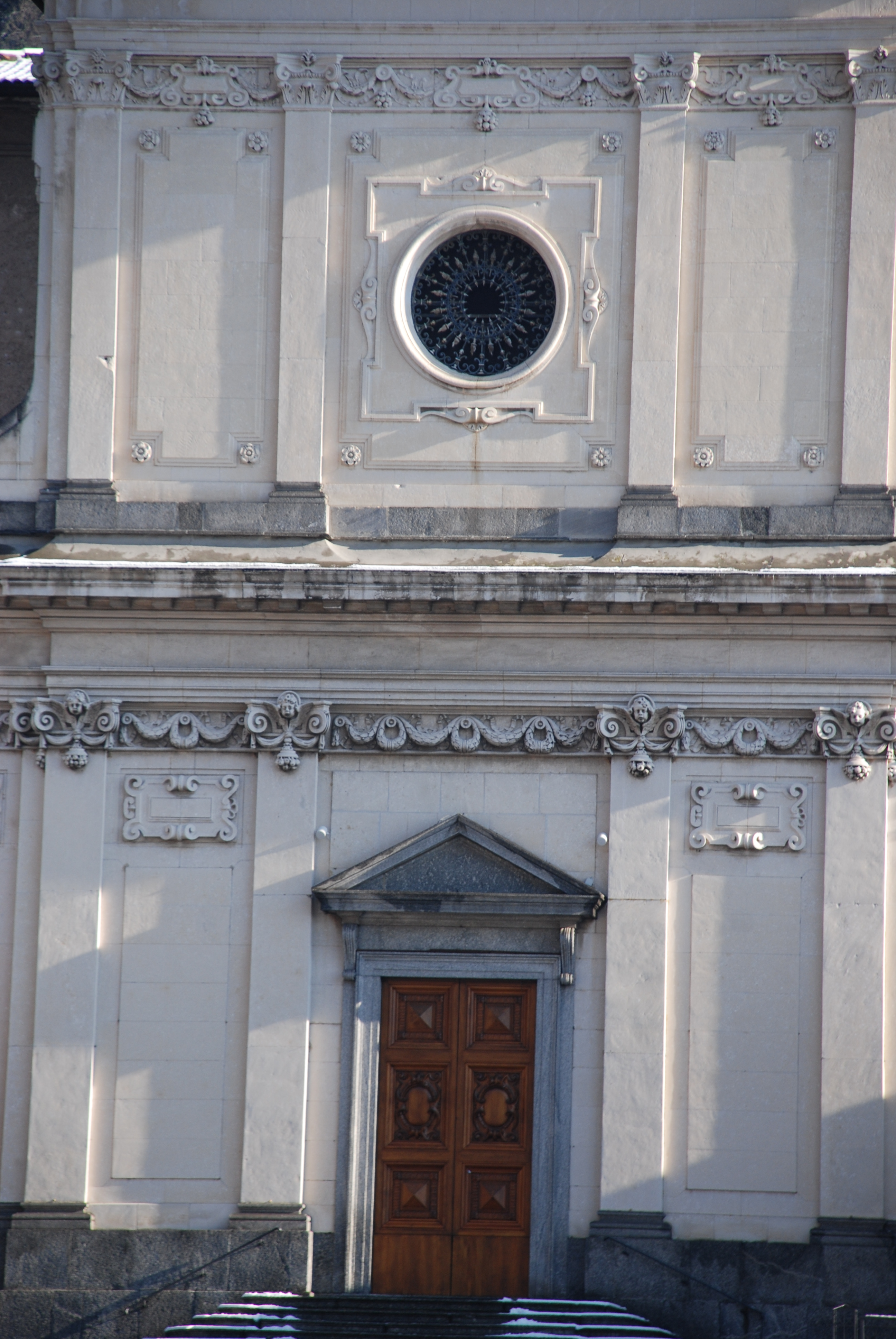
Particolare della facciata
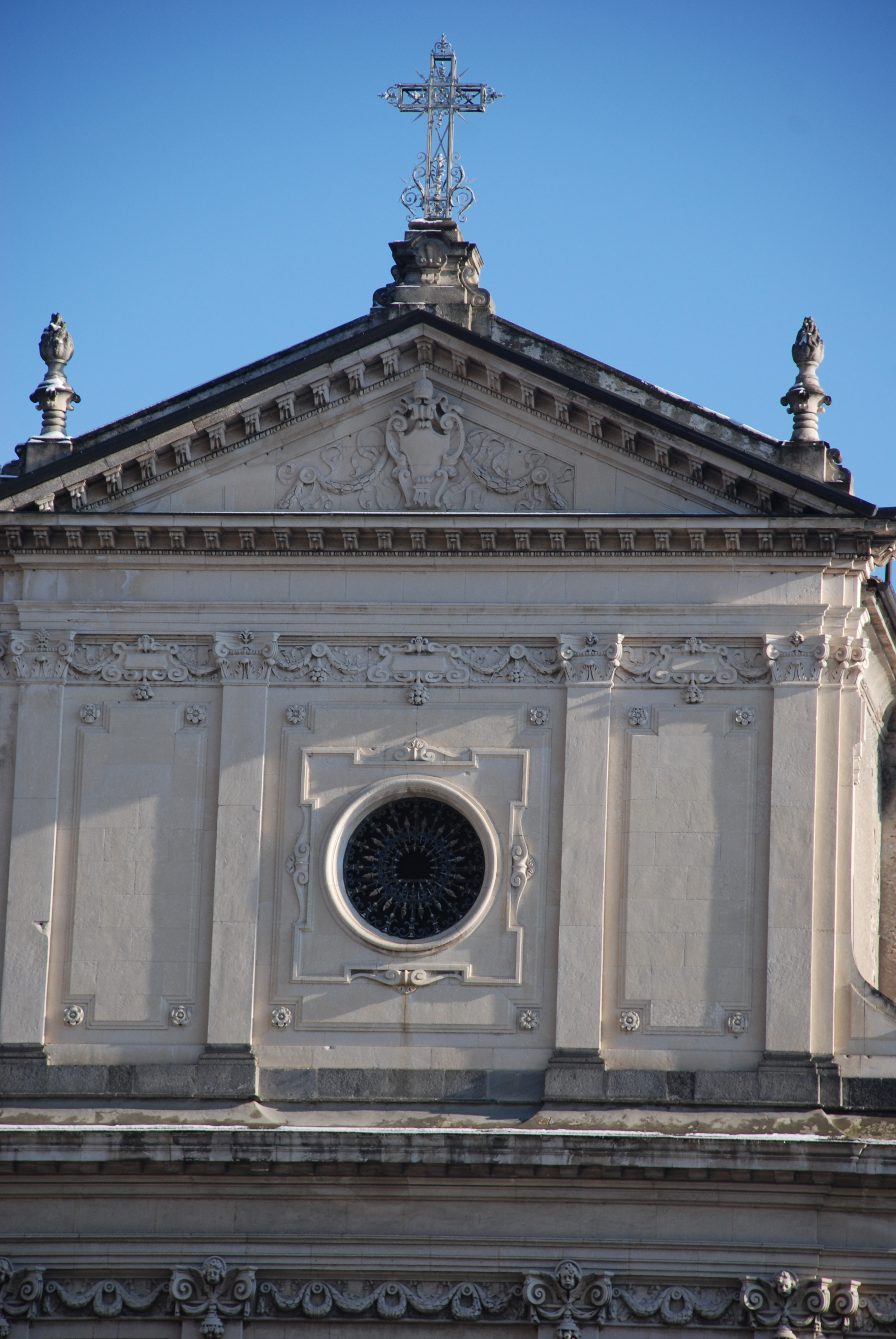
Particolare superiore della facciata
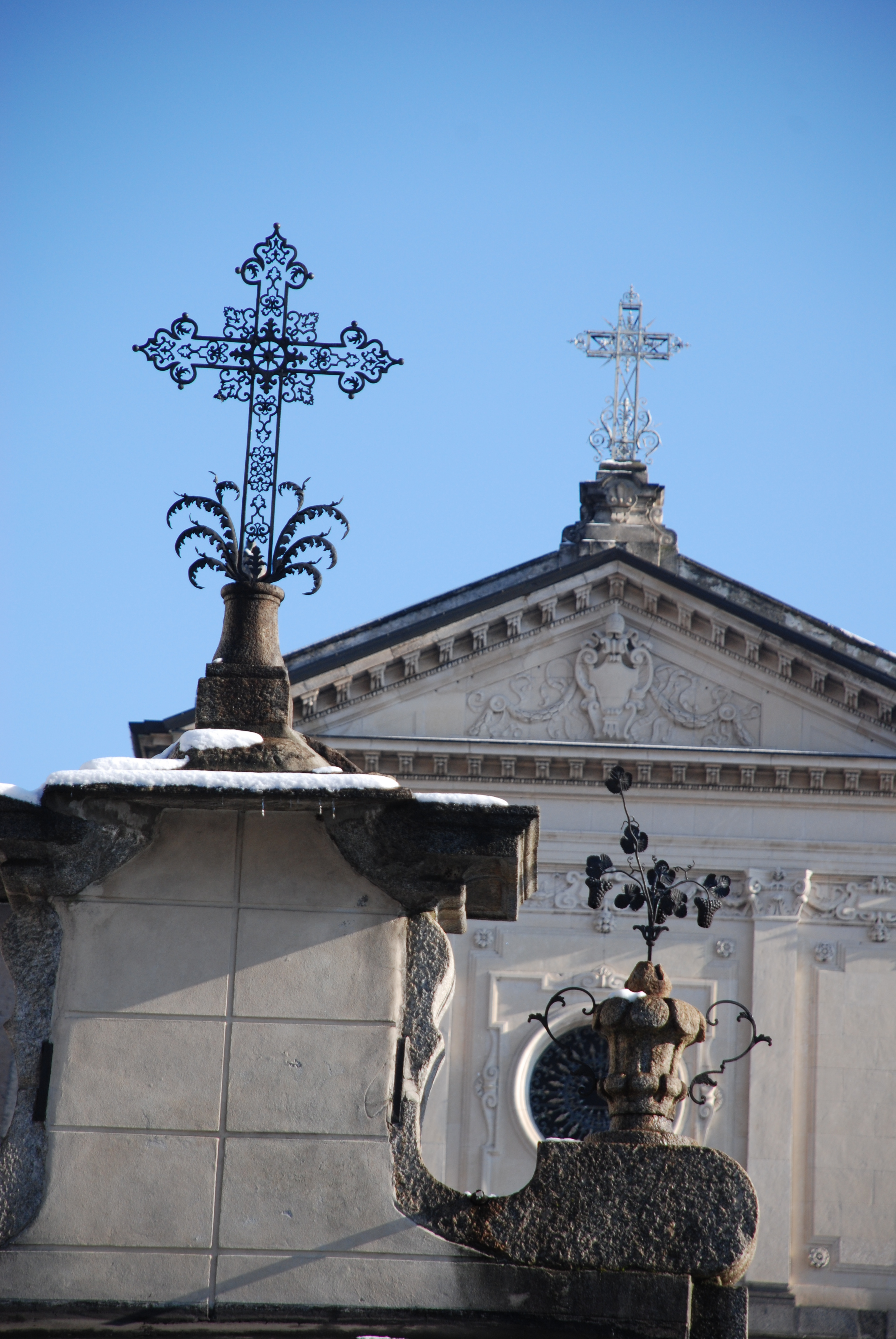
Particolare della croce della santella e la chiesa

Rilevantissimi furono i suoi interventi a Como, la città assai prossima alla natia Muggio e sede della diocesi cui faceva capo il Ticino. Qui, a Breccia, dal 1790 al 1795 edificò Villa Giovio, su incarico dell'omonima nota famiglia comasca. Il marchese Innocenzo Odescalchi gli commissionò la realizzazione della imponente Villa Olmo. Poi gli furono affidati il seminario vescovile e la ristrutturazione degli edifici appartenenti all'ex Convento di S. Cecilia, per destinarli in parte a sede scolastica (attualmente ospita il Liceo Classico e Scientifico A. Volta), presso Porta Torre. Per tale progetto disegnò, fra l'altro, il salone della biblioteca (nel 1811) e la facciata (nel 1816), nella quale il Cantoni reimpiega le colonne provenienti dall'ex Battistero di S. Giovanni in Atrio.
Nel frattempo continuava la collaborazione con i Serbelloni: per loro Cantoni edificò a Gorgonzola il mausoleo della famiglia e, dal 1806, il suo capolavoro di arte religiosa: la chiesa prepositurale dei santi Gervasio e Protasio, che si specchia nel Naviglio. A Gorgonzola (facilmente raggiungibile via acqua tramite il Naviglio della Martesana che scorreva accanto al palazzo di Milano) stava la residenza di campagna dei duchi. Tali opere furono finanziate dal lascito del marchese Gian Galeazzo, morto nel 1802: la chiesa, esempio di neoclassico lombardo, è dedicata ai santi Gervaso e Protaso ed è l'unico edificio sacro progettato e costruito interamente da Simone, che morì durante una visita in cantiere nel 1818. Si staglia ancora oggi, con la sua inconfondibile sagoma, lungo il Naviglio della Martesana. Nella medesima chiesa venne sepolto, alla soglia degli ottant'anni, nel 1818: la tomba si trova nel mausoleo dei Serbelloni, ovvero la cappella a sinistra del tempio. Dopo la morte del Cantoni, la chiesa venne completata dal suo vero erede artistico, il grande architetto neoclassico Giacomo Moraglia, che realizzò il campanile.
Il neoclassicismo del Cantoni parte dal Vanvitelli, come quello del Piermarini, da quale però si separa, procedendo in direzione di un suo peculiare tipo di monumentalità. Piermarini e Cantoni rappresentano due soluzioni differenti e opposte, per non dire avverse, di una stessa ricerca formale.

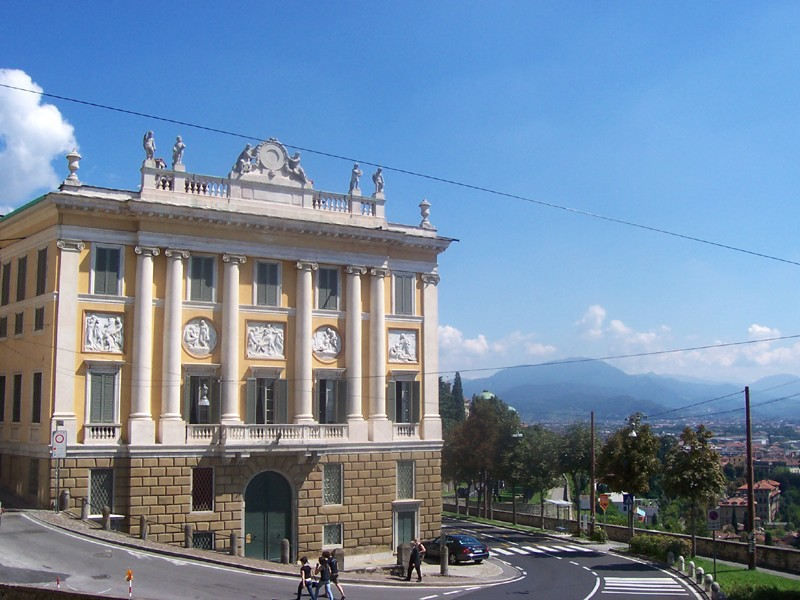
Palazzo Vailetti Medolago Albani

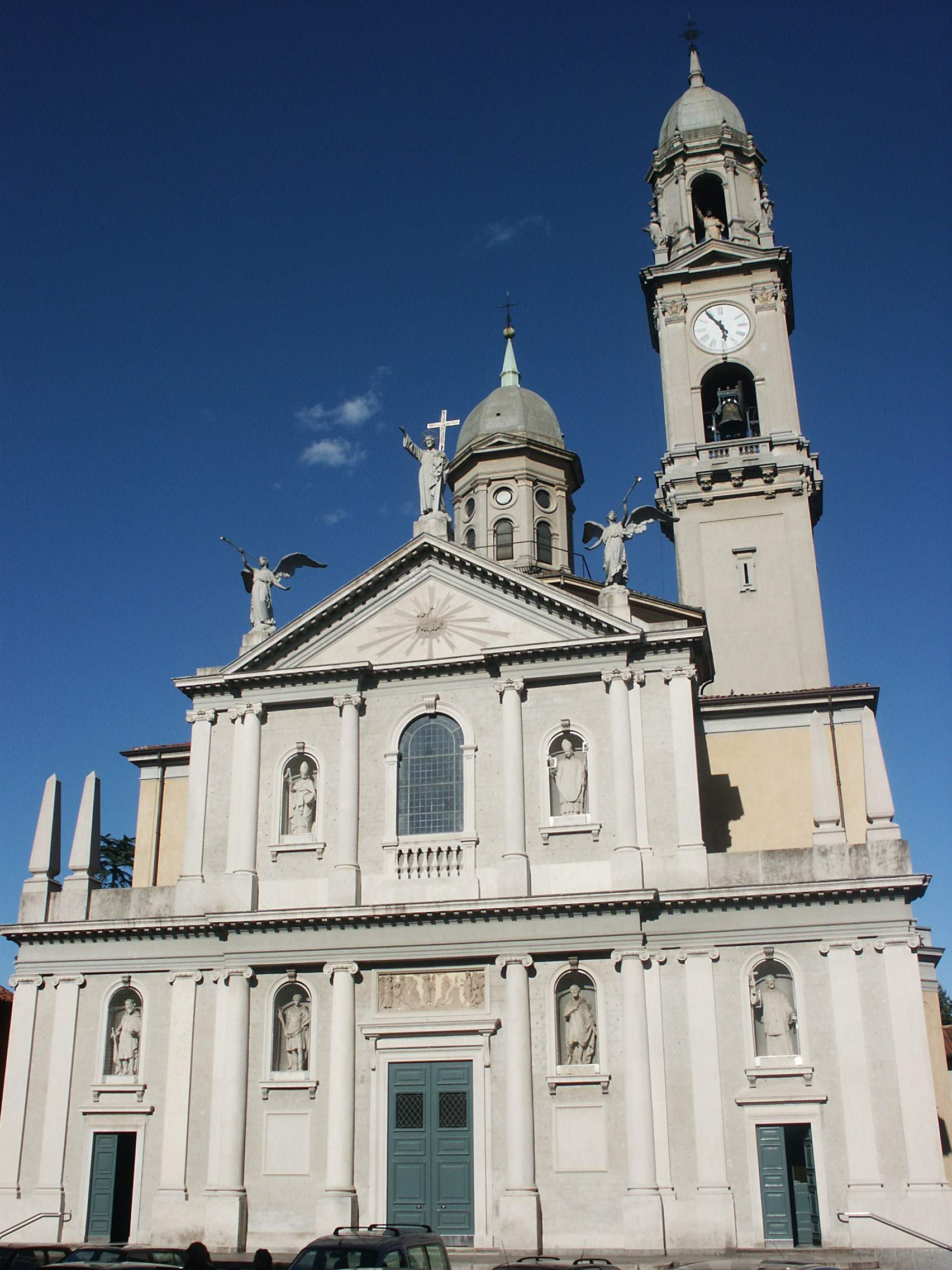
Chiesa di S. Vito a Lomazzo

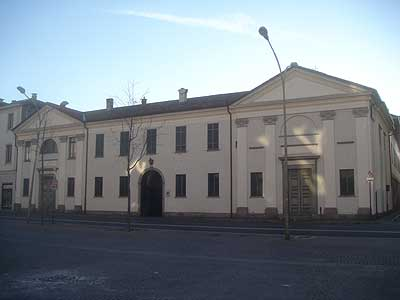
Seminario vescovile di Como

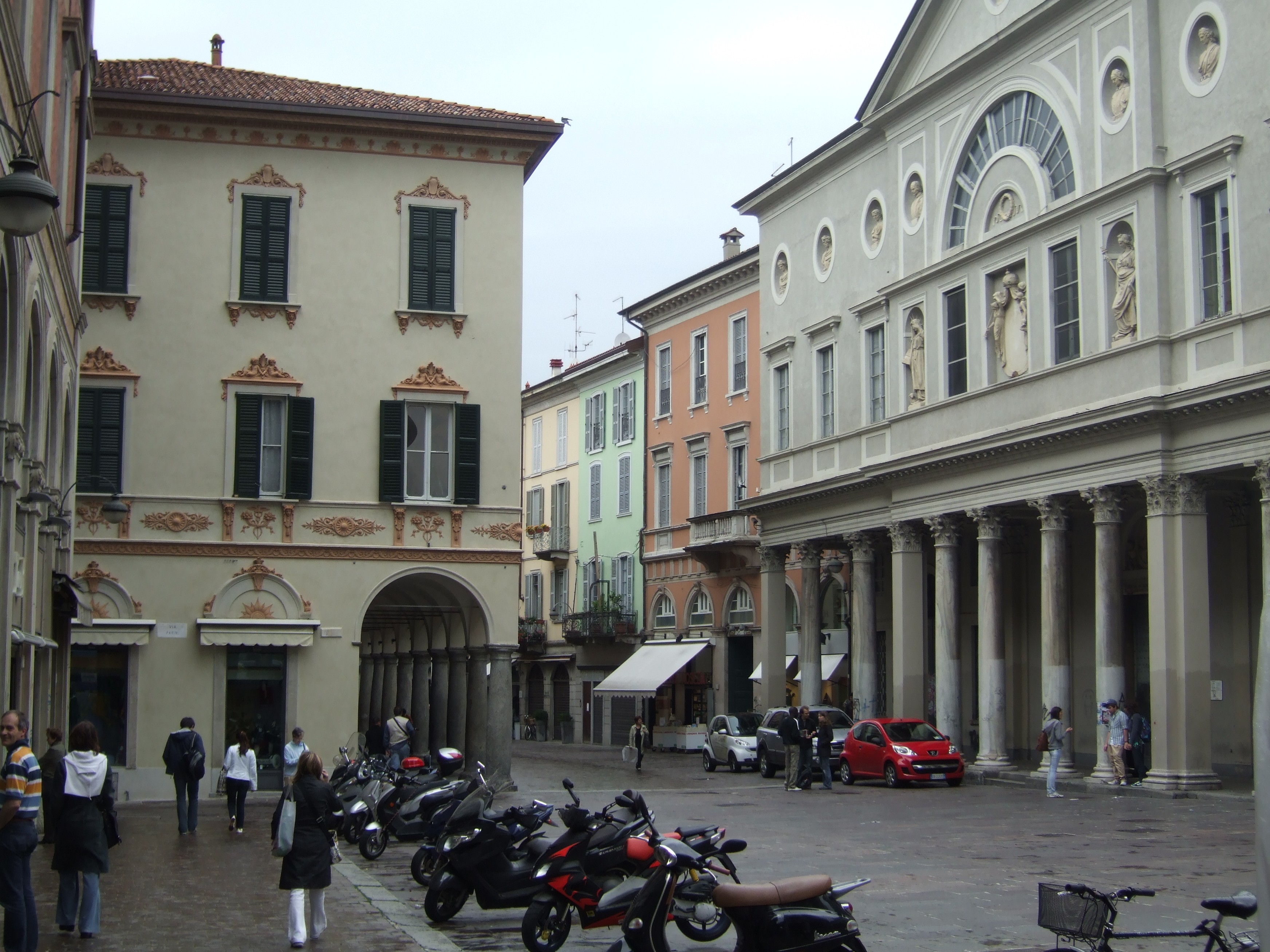
Il Liceo A. Volta di Como

## Opere
- Genova, Palazzo Ducale di Genova
- Gorgonzola, Chiesa prepositurale dei Santi Gervaso e Protaso
- Castel d'Azzano (Verona): Villa Violini Nogarola (principio dell'Ottocento), ricostruzione neoclassica di un precedente edificio.
- Lomazzo (Como): Chiesa dei Santi Vito e Modesto
- Carate Brianza (Milano): chiesa parrocchiale, intitolata ai Ss. Ambrogio e Simpliciano.
- Breccia (Como): Villa Giovio
- Canzo (Como): Villa Meda
- Ponte Lambro (Como): chiesa parrocchiale, intitolata a S.S. Maria Annunciata
- Como, Villa Olmo
- Varese, Villa Orrigoni Litta Modignani

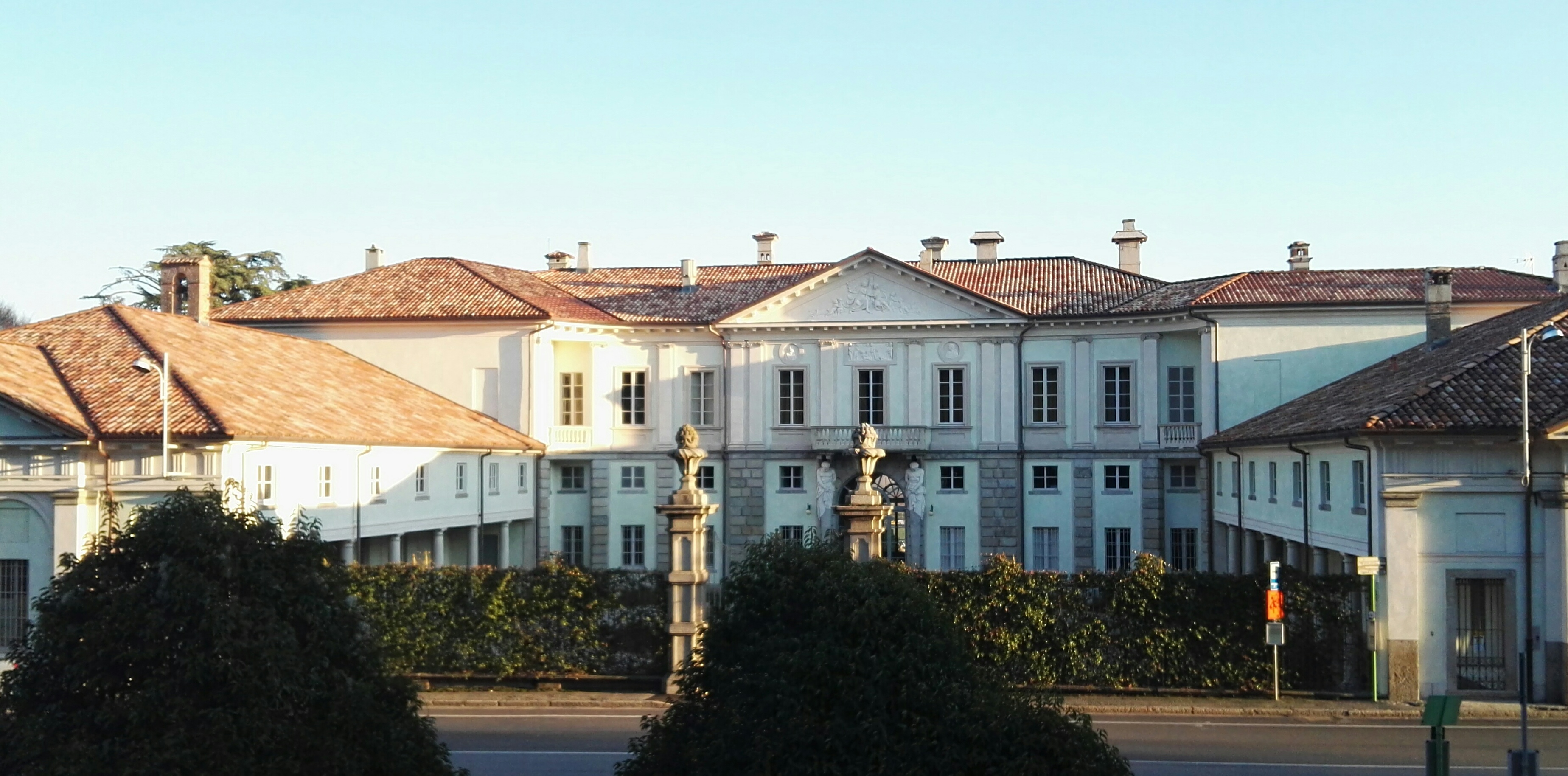
Villa Mugiasca a Villa Guardia

- Bernate (Como): Villa Cigalini[2]Villa Mugiasca a Villa GuardiaVilla Guardia (Como): Villa Mugiasca[3]
- Milano, Palazzo Pertusati

## Archivi
- Fondo Cantoni-Fontana presso l'Archivio storico del Canton Ticino (ASTI) a Bellinzona[4].